# Alkommentárok (théraváda)
Az alkommentárok (páli: tika, ṭīkā) bevezető szövegmagyarázatok a korábbi szövegmagyarázatokhoz (páli: atthakathá), amelyek a théraváda hagyományhoz tartozó Páli kánonhoz készültek. This literature continues the commentaries' development of the traditional interpretation of the scriptures. (Note that some commentaries are apparently also named with the term tika.)

## A burmai gyűjtemény
A hivatalos burmai gyűjtemény kiadása a következő szövegeket tartalmazza:
- Paramatthamandzsusza, Dhammapala írása Buddhagósza Viszuddhimagga című művéhez; a tudósok nem értenek egyet abban, hogy melyik Dhammapalára vonatkozik
- Három tika a Szamantapaszadika-hoz, amely a Vinaja-pitaka szövegmagyarázata:
  - Vadzsirabuddhi által írt tika
  - Szaratthadipani - Száriputta (12. század)
  - Vimativinodani - Kasszapa (13. század)
- Két tika a Kankhavitarani-hoz, szövegmagyarázat a Patimokkha-hoz
- Dhammapala tikái Buddhaghosa Szumangalavilaszini, Papancsaszudani és Szaratthapakaszini című műveihez, amelyek a Dígha, a Maddzshima és a Szamjutta-nikája szövegmagyarázatai. A tudósok többsége szerint ez a Dhammapala ugyanaz, mint aki a szövegmagyarázatokat írta.
- A Nanabhivamsza által írt Viszuddhadzsanavilaszini, amelyet a burmai szangha egykori vezetője írt 1800-ban. Ez egy részleges tika a Szumangalavilaszini című műhöz, amely csak a Dígha-nikája első fejezetével foglalkozik.
- Száriputta Szaratthamandzsusza című műve, amelyet Buddhagósza Manorathapurani című művéhez írt, az Anguttara-nikájához készült.
- Nettitika, amely Dhammapala Netti című művéhez készült.
- Nettivibhavini, amelyet egy burmai szerző írt. A nevét különbözőképpen írják: Szaddhamma-, Szamanta- vagy Szambandha-pala. Ez nem egy új tika a Netti szövegmagyarázatokhoz, hanem maga a Netti
- Mulatika, amelyet Ánanda írt az Abhidhamma-pitakához írt szövegmagyarázathoz írt
- Anutika, amely a Mulatika című műhöz készült.

Léteznek hivatalosan el nem fogadott tikák is, amelyek közül néhány nyomtatott, néhány kézirat formában létezik. Nem kizárólag kanonikus művekre használják a tika kifejezést. A Mahávamsza is tikának számít.